# Nová Telib
Nová Telib (en allemand : Neu Telib) est une commune du district de Mladá Boleslav, dans la région de Bohême-Centrale, en République tchèque. Sa population s'élevait à 274 habitants en 2020.

## Géographie
Nová Telib se trouve à 9,5 km à l'est-sud-est de Mladá Boleslav et à 55 km au nord-est de Prague.
La commune est limitée par Březno à l'ouest et au nord, par Lhotky à l'est, et par Žerčice et Semčice au sud.

## Histoire
La première mention écrite de la localité date de 1378.

## Administration
La commune se compose de deux quartiers :
- Nová Telib
- Kladěruby

## Transports
Par la route, Nová Telib se trouve à 10,5 km de Mladá Boleslav et à 67 km du centre de Prague.